# Мультиінструменталіст
Мультиінструменталі́ст, рідше поліінструменталіст (поліструменталіст), багатоінструменталіст — музикант, який володіє грою на двох і більше музичних інструментах.

## Опис
Професійні музиканти-мультиінструменталісти чудово володіють грою на музичних інструментах зазвичай кількох різних родин (струнні, клавішні, духові тощо). Інструменти різних родин (груп) — це інструменти з різним принципом звукоутворення, початковою методикою навчання та технікою гри.
Мультиінструменталістами зазвичай не називають музикантів, що грають на кількох інструментах, де техніка гри є дуже схожа або ідентична (наприклад, гітара, бас-гітара й укулеле, або скрипка та альт).

## Деякі представники
- Браян Джонс, засновник «The Rolling Stones», був здатний освоїти гру на будь-якому інструменті менше, ніж за пів години[3]. На записах «The Rolling Stones» він, окрім гітари, грав на маримбі (Under My Thumb, Out of Time), ситарі (Paint It Black, Street Fighting Man), губній гармоніці (Come On і пр.), цимбалах (Lady Jane), акордеоні, ксилофоні, різних клавішних (фортепіано, орган, клавесин, меллотрон) і духових (саксофон, гобой, блок-флейта). Джонс зіграв партію саксофона в пісні «Бітлз» You Know My Name (Look Up the Number).

- Джон Пол Джонс найвідоміший як бас-гітарист «Led Zeppelin», однак на записах і концертах гурту він грав не тільки на бас-гітарі й гітарі, а й на безлічі різних клавішних (The Rain Song, Trampled Underfoot, No Quarter), на блок-флейтах (Stairway To Heaven), мандоліні (Gallows Pole) і т. д. До, під час, і після існування «Led Zeppelin» працював як сесійний музикант із безліччю артистів, включаючи таких відомих, як The Rolling Stones, Пол Маккартні, Донован.

- Дан Сван, колишній співак і співзасновник «Edge of Sanity», вміє грати на гітарі, бас-гітарі, клавішних, ударних і саксофоні. Це дозволило Дану стати учасником більш аніж, у 30 музичних проєктах (Nightingale, Pan.Thy.Monium, Brejn Dedd, Unicorn, Infestdead, Route Nine, Katatonia, Ribspreader, Bloodbath та інші). Також він раніше використовував ґроулінґ, але відмовився від нього заради чистого вокалу.

- Шолохов Володимир Анатолійович, колишній сопілкар, перкусіоніст гурту «TaRuta», вміє грати на клавішних, ударних, флейті, гітарі, сопілці, саксофоні, волинці, бас-гітарі, вістлі. Це дозволило Володимиру стати учасником більше ніж 10 музичних проєктів («TaRuta», Go-A, Телері (гурт), та інші), а також записати з гуртом Kozak System диску Шабля (альбом) Також він популяризатор української культури, народний майстер (музичні інструменти, кераміка, гончарство, ткацтво..) та вчитель.
- Він Батлер, соліст гурту «Arcade Fire», вміє грати на гітарі, бас-гітарі, мандоліні, клавішних та банджо. Всі інші учасники гурту «Arcade Fire» також мультиінструменталісти.
- Режін Шассан, вокалістка гурту «Arcade Fire», вміє грати на акордеоні, барабанах, піаніно, клавішних, ксилофоні, лірі колісній і блок-флейті.